# Munnopsoides tattersalli
Munnopsoides tattersalli är en kräftdjursart som beskrevs av Yakov Avadievich Birstein1963. Munnopsoides tattersalli ingår i släktet Munnopsoides och familjen Munnopsidae. Inga underarter finns listade i Catalogue of Life.